# Balondo (peuple)
Pour les articles homonymes, voir Balondo.
Les Balondo sont une population vivant au sud du Cameroun, dans la région du Littoral, le département du Moungo, la commune d'Ebone, dans des localités telles Nyamsa, Badjong ou Nlonako.

## Langue
Ils parlent le londo, un dialecte du ngoh ni nsongo, une langue bantoue.